# Calanthemis flavomaculatus
Calanthemis flavomaculatus es una especie de escarabajo longicornio del género Calanthemis, tribu Clytini, subfamilia Cerambycinae. Fue descrita científicamente por Adlbauer en 2001.

## Descripción
Mide 10-12 milímetros de longitud.

## Distribución
Se distribuye por Angola y Zimbabue.